# Лепрозорій

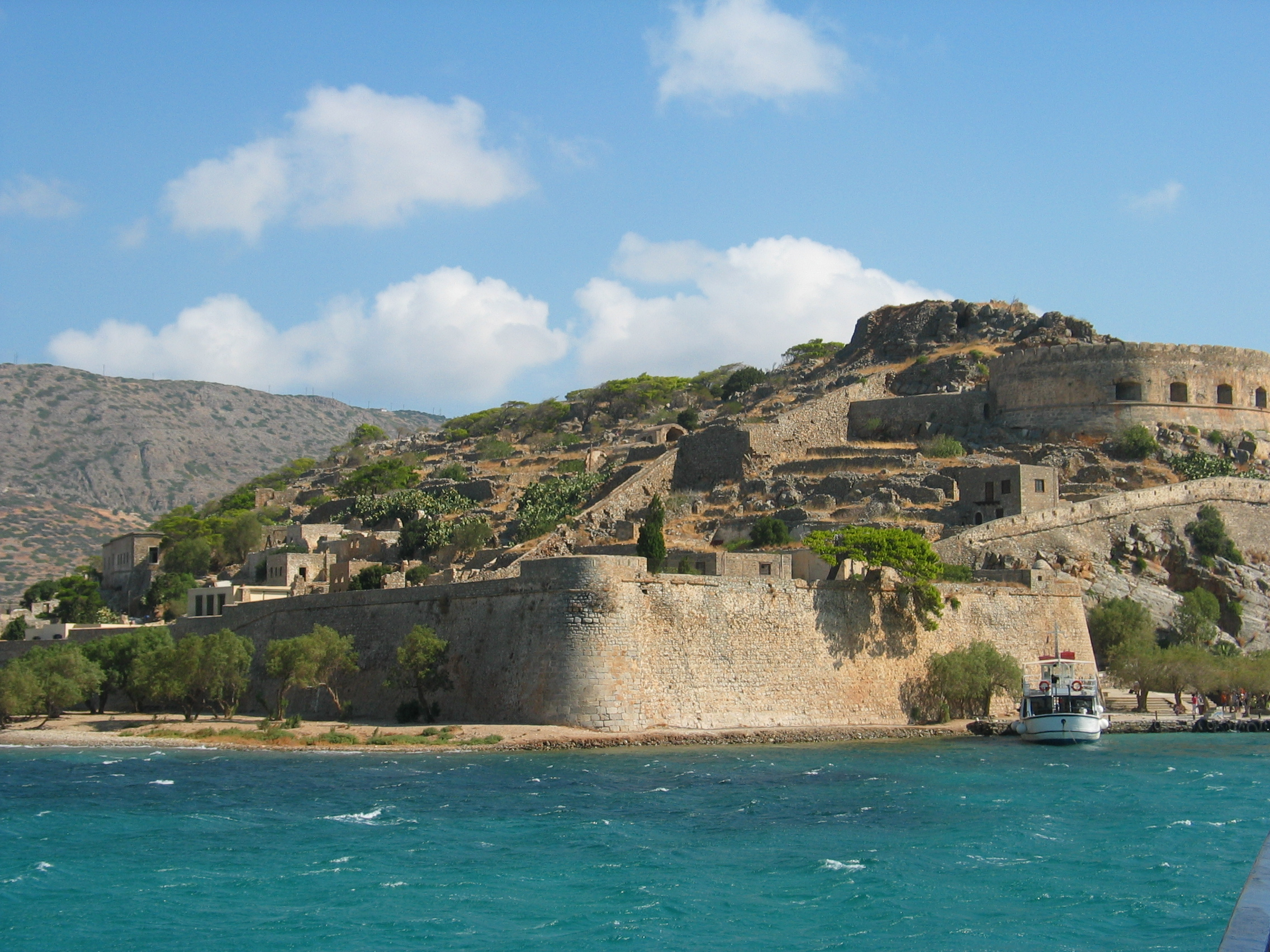
Лепрозорій на острові Спіналонга, що функціонував до 1957 р.

Лепрозо́рій (від лат. leprosus — прокажений, від дав.-гр. λεπρη — проказа) — спеціалізований лікувально-профілактичний заклад, який займається активним виявленням та лікуванням хворих на проказу (лепру). Лепрозорій також — організаційно-методичний центр із боротьби з проказою.
У Середньовіччя основною функцією лепрозоріїв було ізолювання хворих, що на сьогодні визнано неефективним і стигматизуючим заходом. Світова медицина сповідує норвезьку модель лепрозоріїв, яка ґрунтується на принципі вільного перебування хворих у них. Тільки сам хворий має вибрати, чи потрібно йому перебувати в лепрозорії чи ні. Виключно суворі каліцтва змушують пацієнтів залишатися в межах лепрозоріїв через те, що їхні візуальні зміни не сприймають їхні родичі та оточуючі. На сьогодні сувора ізоляція хворих на проказу визнана хибною, адже за наявності ефективного лікування такі пацієнти не створюють небезпеки зараження інших людей.
Лепрозорії організують в епідемічних зонах і зазвичай у сільській місцевості. До складу лепрозорію входять стаціонар, амбулаторія та епідемічний відділ. Хворим надають житлові будинки або квартири в них, вони мають підсобні господарства для занять сільськогосподарськими роботами і різноманітними ремеслами. В залежності від типу і тяжкості захворювання хворі перебувають у лепрозорії від кількох місяців до кількох років. Обслуговчий персонал зазвичай також проживає на території лепрозорію в зоні, умовно відділеній (наприклад, зеленими насадженнями) від зони проживання хворих. Багаторічне проживання медичного персоналу у самих лепрозоріях поряд з хворими показало відсутність внутрішьолікарняного зараження.
Під Львовом на ґрунтах міського шпиталю 1404 року заклали лепрозорій, реорганізований згодом у міський інфекційний шпиталь Св. Станіслава. В Україні з часів Другої Світової війни існує єдиний в країні лепрозорій у селі Кучурган.